# High Potential (Fernsehserie)
High Potential ist eine US-amerikanische Krimiserie, basierend auf dem französischen Original HIP: Ermittlerin mit Mords-IQ. Die Premiere der Serie fand am 17. September 2024 auf dem US-Networksender ABC statt. Im deutschsprachigen Raum erfolgte die Erstveröffentlichung der Serie am 23. Januar 2025 durch Disney+ via Star als Original.

## Handlung
Im Mittelpunkt der Serie steht Morgan Gillory, eine alleinerziehende Mutter, welche als Putzkraft im Los Angeles Police Department arbeitet. Durch einen Zufall während der Reinigung der Büros löst sie dank ihres hohen IQ von 160 und ihrer unkonventionellen Art einen Mordfall und wird als Beraterin engagiert. Zusammen mit ihrem Partner Adam Karadec löst sie fortan verschiedene Fälle und nutzt die Ressourcen des Los Angeles Police Departments, um ihren vor Jahren verschwundenen Ehemann wiederzufinden.

## Produktion
Die Pilotfolge zur Serie wurde am 20. September 2022 vom US-amerikanischen Sender ABC in Auftrag gegeben. Das Drehbuch zur Serie stammt von Drew Goddard. 2023 wurden aufgrund weiterer Verpflichtungen der Hauptdarstellerin Kaitlin Olson vorerst nur 13 Folgen vom Sender bestellt. High Potential ist die letzte produzierte Serie von ABC Signature, bevor es durch Zusammenlegungen zu 20th Television wurde.
Anfang 2025 wurde die Serie um eine zweite Staffel verlängert, nachdem die Einschaltquoten in Amerika über den Erwartungen lagen. Die Ausstrahlung der zweiten Staffel ist ab dem 16. September 2025 aus dem US-Sender ABC geplant. Ein deutschsprachiger Ausstrahlungstermin ist derzeitig noch unbekannt.
High Potential basiert auf der französischen Serie HIP: Ermittlerin mit Mords-IQ, welche seit 2021 auf dem französischen Sender TF1 ausgestrahlt wird.

## Besetzung und Synchronisation
Die deutschsprachige Synchronisation entstand nach den Dialogbüchern von Christian Kähler und Janne von Busse sowie unter der Dialogregie von Ralph Beckmann und Katrin Fröhlich durch die Synchronfirma Arena Synchron in Berlin.
| Rolle            | Schauspieler   | Hauptrolle (Folgen) | Nebenrolle (Folgen) | Synchronsprecher  |
| ---------------- | -------------- | ------------------- | ------------------- | ----------------- |
| Morgan Gillory   | Kaitlin Olson  | 1.01–               |                     | Shandra Schadt    |
| Adam Karadec     | Daniel Sunjata | 1.01–               |                     | Sven Gerhardt     |
| Daphne Forrester | Javicia Leslie | 1.01–               |                     | Josephine Schmidt |
| Lev „Oz“ Ozdil   | Deniz Akdeniz  | 1.01–               |                     | Alex Friedland    |
| Ava Gillory      | Amirah J       | 1.01–               |                     | Emily Hinze       |
| Elliot Radovic   | Matthew Lamb   | 1.01–               |                     | Jakob Gisbertz    |
| Selena Soto      | Judy Reyes     | 1.01–               |                     | Katrin Zimmermann |

## Episodenliste

### Staffel 1
| Nr. (ges.) | Nr. (St.) | Deutscher Titel              | Originaltitel                      | Erstveröffentlichung USA | Deutschsprachige Erstveröffentlichung (D) | Regie                    | Drehbuch                                        |
| ---------- | --------- | ---------------------------- | ---------------------------------- | ------------------------ | ----------------------------------------- | ------------------------ | ----------------------------------------------- |
| 1          | 1         | Pilot                        | Pilot                              | 17. Sep. 2024            | 23. Jan. 2025                             | Alethea Jones            | Drew Goddard                                    |
| 2          | 2         | Tanz am Rande des Abgrunds   | Dancers In The Dark                | 24. Sep. 2024            | 23. Jan. 2025                             | Marc Webb                | Todd Harthan, Marc Halsey                       |
| 3          | 3         | Komplizenschaften            | Dirty Rotten Scoundrel             | 8. Okt. 2024             | 30. Jan. 2025                             | Rebecca Asher            | Dennis Saldua                                   |
| 4          | 4         | Überleben in der Wildnis     | Survival Mode                      | 15. Okt. 2024            | 6. Feb. 2025                              | Pete Chatmon             | Andrea M. Scott, Marc Halsey                    |
| 5          | 5         | Vergiftete Liebe             | Croaked                            | 22. Okt. 2024            | 13. Feb. 2025                             | Daisy von Scherler Mayer | Diane Ruggiero-Wright                           |
| 6          | 6         | Für die Ewigkeit             | Hangover                           | 29. Okt. 2024            | 20. Feb. 2025                             | Rebecca Asher            | Kassia Miller, Myung Joh Wesner                 |
| 7          | 7         | Einer von uns                | One Of Us                          | 12. Nov. 2024            | 27. Feb. 2025                             | James Roday Rodriguez    | Marc Halsey, Jordana Lewis Jaffe, Dennis Saldua |
| 8          | 8         | Besessen                     | Obsessed                           | 7. Jan. 2025             | 6. März 2025                              | Rob Corn                 | Andy Berman, Nicole French, Marc Halsey         |
| 9          | 9         | Luftnummer                   | The RAMs                           | 14. Jan. 2025            | 13. März 2025                             | Alethea Jones            | Rob Thomas                                      |
| 10         | 10        | Rufmord                      | Chutes And Murders                 | 21. Jan. 2025            | 20. März 2025                             | Eric Dean Seaton         | Kassia Miller                                   |
| 11         | 11        | Die Sauna am Fuße der Treppe | The Sauna At The End Of The Stairs | 28. Jan. 2025            | 27. März 2025                             | Viet Nguyen              | Kat Sieniuc                                     |
| 12         | 12        | Partner                      | Partners                           | 4. Feb. 2025             | 3. Apr. 2025                              | Jennifer Getzinger       | Todd Harthan, Marc Halsey                       |
| 13         | 13        | Das Spiel beginnt            | Let’s Play                         | 11. Feb. 2025            | 11. Apr. 2025                             | James Roday Rodriguez    | Todd Harthan, Marc Halsey                       |